# スタディオヌル・マリン・アナスタソヴィチ
スタディオヌル・マリン・アナスタソヴィチ（ルーマニア語: Stadionul Marin Anastasovici）は、ルーマニア・ジュルジュ県のジュルジュにある多目的スタジアム。主にサッカーの試合に使用されており、かつてはFCアストラ・ジュルジュがホームスタジアムとして使用していた。
2001年8月23日、スタジアムはルーマニア政府からジュルジュに譲渡された。
2012年、FCアストラ・ジュルジュがプロイェシュティからジュルジュに移転するのに伴い、改修工事が行われた。2013年にセカンド・スタンド、2014年にサード・スタンドが完成し、収容人数は8,500人である。南側ゴール裏にはスタンドは設置されていない。

## 重要な試合
- 2014年7月31日 : スタジアム初のUEFAヨーロッパリーグの試合となるUEFAヨーロッパリーグ 2014-15・予選3回戦のFCスロヴァン・リベレツ戦が実施された[3]。UEFAヨーロッパリーグ 2013-14はスタジアムが基準を満たしていなかったため、予選1回戦から3回戦はスタディオヌル・ナツィオナル（ブカレスト）、プレーオフはスタディオヌル・チェアラゥル（ピアトラ・ネアムツ）で実施された。この試合はケヒンデ・ファタイがハットトリックを達成し、FCアストラ・ジュルジュが3-0で勝利した。
- 2013年11月19日 : スタジアム初の国際試合となるUEFA U-21欧州選手権2015・予選のドイツ戦（2-2）が実施された[4]。